# アルセダイン
アルセダイン（Arthedain）は、J・R・R・トールキンの小説『指輪物語』の舞台である中つ国に存在する架空の国の一つ。

## 概要
アルセダインの領域は、もともとはヌーメノールの没落を逃れたエレンディルによってエリアドールに建てられたアルノール王国の一部であった。861年の第十代アルノール王エアレンドゥアの死後、彼の息子同士の不和が原因で王国は分裂し、アルセダイン、カルドランおよびルダウアの各王国が成立した。このうちアルセダインは、アルノールの旧領のうち北西部、ブランディワイン川から青の川の間および風見が丘連丘までの本街道北部の土地を領土とした（ホビット庄もこの領域内に存在しており、それゆえホビットの言う「王」とはアルセダインの王のことである）。なお、風見が丘連丘南端のアモン・スールはアルセダイン領ではなく、カルドランとルダウアの間の係争地であった。
首都は当初はアルノールの首都であったアンヌミナスに、次いで城塞都市フォルノスト・エラインに置かれた。遷都の時期は不明である。
分裂後の他の二国では早々にアルノール王家の血が絶えたのに対し、当王国ではその滅亡まで王家の血脈が保たれた。ゆえにアルセダインは実質的にアルノールの継承国であると言え、また南方王国ゴンドールからも「北方王国」として捉えられていた。後にアルノール・ゴンドール統一王国の王となるエレスサール・テルコンタールも、アルセダイン王家およびその血を引くドゥネダイン族長の末裔である。

## 滅亡までの経緯
出典:
マルヴェギル王の時代（1272年から1349年）に、霧降り山脈の北端にアングマール王国が成立した。同王国はナズグルの首領を王とし、当初から北方のドゥネダインを滅ぼさんとして建国された国であった。マルヴェギルの子・アルゲレブ王の時代、ルダウアとカルドランでイシルドゥアの血脈が絶えたため、アルセダインはイシルドゥア王家の正当な後継者として全アルノールの統一を主張したが、ルダウアによって拒否された。
アングマールおよび密かにアングマールと結託したルダウアはアルセダインへの攻撃を開始し、アルセダインとカルドランはこれに武力で対抗した。1409年、アングマールの大軍が侵攻を開始し、ルダウアはアングマールの臣下に占領され、カルドランは荒廃、アモン・スールの塔も焼かれるなど、アルノール旧領は手痛い損失を蒙る。その後アルセダインはエルフのキアダンおよび裂け谷からの援軍を得ることに成功し、アングマール軍は放擲され小康状態となる。
アルゲレブ二世の時代（1589年から1670年）に疫病が流行し、カルドランのドゥネダインが滅びる。なお、この疫病は1636年にゴンドール王テレムナールおよび彼の子全員を死に至らしめたものと同じものであると考えられる。
1974年、勢いを回復したアングマール軍はアルセダインを急襲し、首都フォルノストはアングマールの占領下に置かれた。アルセダイン王アルヴェドゥイ（最後の王、の意）はフォロヘル湾のロスソス族のもとに逃れて再起を期するも、救援に駆けつけたキアダンの船団もろとも嵐によって海に沈み、北方王国は滅亡した。

## 滅亡後
アルセダインが滅んだのち、旧王家は各地を放浪する野伏となり、細々ながら連綿たる血脈を維持した。最初の族長・アルヴェドゥイの息子アラナルスの子アラハイル以降、代々の族長の息子は裂け谷で養育された。また、アンヌミナスの王笏、ナルシルの刃、バラヒアの指輪などアルノール王家のレガリアも同様に裂け谷にて保管された。
なお、北方王国旧領を占領したアングマール軍は、その後駆けつけたゴンドール軍およびキアダンの軍勢によって全滅させられた。アングマールの魔王は滅ぼされずに逃走するが、その経緯が後にゴンドール王が失踪する原因となった。荒廃したエリアドールはこれ降住む者の少ない土地となったが、邪悪なものがいなくなった当地においてホビット族は彼ら自身による自治のもとで大いに栄えた。